# Ruina
«Ruina» — український дез-метал рок-гурт націоналістично-патріотичної тематики.

## Історія гурту

### Початковий склад
- Вітерзгір — вокал, гітара (Capitollium, Kroda, Apostate, Dragobrath, Leadhaze, Molphar, Liturgy for Nosferatu)
- Беральб — бас-гітара (Kroda, Гра в Бісер)
- Сережень — гітара (Capitollium, Kroda, Тіні Забутих Предків)
- АлгізТир — ударні (Molphar, Тіні Забутих Предків, Kroda, Інкрустатор)

### Стилістика
Гурт зародився влітку 2006. З самого початку планувалося грати брутальну й швидку музику, але зрештою колектив зупинився на більш мелодійному виконанні.
Основна мета — поєднання ідеології із важкою музикою. Цікавим є синтез дез-метал рифів старої школи із холодними швидкісними блек-метал моментами, а також неординарними фольклорними елементами, такими, як дримба. Нерідко використовується мелодика паган-металу.

### Виступи
2007 року гурт вів активну концертну діяльність. Записано демо «Дерево Роду Гниє» із 4 пісень: «Укруїна», «Дерево Роду Гниє», «Душа Дірява Моя» та «Бидло Сапієнс». 

28.01.2007 відбувся перший виступ гурту у Львові у клубі «Лялька» разом із Ambivalence і Awoken.

22.02.2007 — там же разом із Тіні Забутих Предків, Говерла.

Взимку колективом «Ruina» зацікавилась канадська фірма None More Black Records, демо видали із англомовним трек-листом як спліт із італійцями Tundra та канадцями Operation Winter Mist.

18.08.2007 Ruina взяв участь у «Свароже коло ІІ» Фест у Севастополі. Окрім того, увесь склад увійшов до концертного складу Kroda. Восени Сережень пішов з групи.

### Цікавини запису альбому «Ukruina»
Узимку-навесні 2008 був записаний повноформатний альбом «Ukruina».
- Вокаліст основного гурту Вітерзгіра Kroda Айзенслав виконав партію вокалу в пісні «Укруїна», а також взяв участь у перекладі текстів англійською для буклету.
- Усі тексти написані Вітерзгіром, окрім «Чорними Хмарами Вкрита Руїна» (Марш «Україна», слова І. Багряного) та «Без Жаху і без Смерти» (Марш УПА-Захід, слова — народні)
- Автор обкладинки — Вітерзгір.
- На початку пісні «Кайдани Волі» використаний фрагмент фільму «Русь Изначальная».
- В оформленні використана картина Тараса Шевченка «Катерина».
- Автор лого гурту — А. Павловець.
- Під час запису гурт залишив АлгізТир.
- Видав альбом лейбл, на котрому зараз Kroda — Hammermark Art.
 Зараз у складі гурту лише Вітерзгір та Беральб.
- В інтернеті спливала інформація про те, що гітаристом гурту є чи був Юрій Круп'як (Гра в Бісер/Lamia Culta, Ambivalence, Полинове Поле, Kroda, Інкрустатор). Вона не відповідає дійсності. Її спростував сам Юрій.

## Впливи
Улюблені гурти Вітерзгіра — Absurd, Negură Bunget, Burzum, Graveland, Loits, Pantheon, Satyricon (до альбому Nemesis включно), In the Woods. Із українців — Drudkh.

## Переконання
| «Наш Рід зруйновано. Дерево Роду є вирване з корінням і віддане на поталу червам, що точать його зсередини. Руїна в душах і серцях людей, руїна навколо них. Ні честі, ні надії, ні совісті. Тільки чорні щурі ненависті живуть на уламках Старовинної Країни». |
«У нашій ліриці ми зображуємо аспекти життя сучасного суспільства. Чи так погано все насправді? А ви зазирніть у очі наших батьків. Що там? Радість і вдоволеність. Ні. Там страх перед завтрашнім днем і страх за своїх дітей. Тут я говорю про середньостатистичну людину. Сміття, яке висипає у очі людям наше масс-медіа вуалює справжню картину розрухи соціальної, культурної, генетичної… Інтелект знівельований наглістю та поведінкою гідною скота. Виродження торкається усіх ланок нашого життя. Ні, не все так погано. Ми ще маємо Нашу Землю, іще попіл Духу жевріє у серцях небагатьох. Наша мета — роздмухати цю ватру, зміцнити Дух.» (с) Вітерзгір
Музики Ruina не ведуть чисто здорового способу життя, але вкрай негативно ставляться до вживання наркотиків та зловживання алкоголем.

## Дискографія
| Назва                          | Переклад                        | Тип                                      | Рік  |
| ------------------------------ | ------------------------------- | ---------------------------------------- | ---- |
| Дерево Роду Гниє               |                                 | Демо                                     | 2007 |
| Allegiance of the Profane Pack | Збірка «Відданість нечестивого» | Спліт із Tundra та Operation Winter Mist | 2007 |
| Ukruina                        | Укруїна                         | Повноформатний альбом                    | 2008 |

### Ukruina
| #   | Назва                                                                                       | Тривалість |
| --- | ------------------------------------------------------------------------------------------- | ---------- |
| 1.  | «Кайдани волі»                                                                              | 04:02      |
| 2.  | «Дерево роду гниє»                                                                          | 03:12      |
| 3.  | «Без жаху і без смерти» (Марш УПА-Захід «Гімн безсмертної батави» лірика Василь Пачовський) | 05:30      |
| 4.  | «Укруїна»                                                                                   | 04:49      |
| 5.  | «Землею сипала гроза»                                                                       | 04:51      |
| 6.  | «Бидло сапієнс»                                                                             | 02:51      |
| 7.  | «Чорними хмарами вкрита руїна» (лірика Іван Багряний)                                       | 03:54      |
| 8.  | «Душа дірява моя»                                                                           | 03:59      |
| 9.  | «Рубали, кришили»                                                                           | 03:05      |
| 10. | «Туга рабів»                                                                                | 04:27      |

## Інші колективи учасників

### Вітерзгір
- Capitollium — симфонічний блек-метал, вокал та будь-які інструменти, 2001-
- Viter — фолк-метал, вокал, гітара, бас, народні інструменти, 2010-
- Kroda — паган-блек-метал, будь-які інструменти, 2003–2010
- Apostate — дум-метал, гітара
- Dragobrath — атмосферний блек-метал, паган-блек-метал, вокал, усі інструменти, 2004-
- Leadhaze — дарк-метал, блек-метал, вокал, усі інструменти, 2006-
- Molphar — блек-метал, бас-гітара
- Liturgy for Nosferatu

### Беральб
- Гра в Бісер/Lamia Culta — бас-гітара, 2003-?
- Kroda — бас-гітара, 2007–2010
- Paganland — бас, 2013-2015